# Jak długo jeszcze?
Jak długo jeszcze? (ang. Are We Done Yet?) – amerykański film komediowy z 2007 roku w reżyserii Steve’a Carra. Kontynuacja filmu Daleko jeszcze? z 2005 roku.

## Fabuła
Nick (Ice Cube) i jego świeżo poślubiona żona Suzanne (Nia Long) marzą o spokojnym życiu w pięknej okolicy. Pragną uciec od hałasu Manhattanu. Przenoszą się do zakupionego po okazyjnej cenie uroczego domku na przedmieściach. Wkrótce sielanka zamienia się w koszmar. Okazuje się, że dom wymaga gruntownego remontu. I tak zaczyna się ich przygoda z ekipą remontową, której końca nie widać.

## Obsada
- Ice Cube – Nick Persons
- Nia Long – Suzanne Persons
- John C. McGinley – Chuck Mitchell Jr.
- Aleisha Allen – Lindsey Persons
- Philip Daniel Bolden – Kevin Persons
- Tahj Mowry – Danny Pulu
- Dan Joffre – Billy Pulu
- Pedro Miguel Arce – Georgie Pulu
- Linda Kash – Pani Rooney
- Hayes MacArthur – Jimmy
- Magic Johnson – on sam
- Colin Strange – Colin Persons
- Gavin Strange – Ty Persons
- Jonathan Katz – Pan Rooney